# Warstwy vrbneńskie
Warstwy vrbneńskie – jednostka geologiczna leżąca we wschodniej części Sudetów Wschodnich Wysoki Jesionik), w Czechach.
Od zachodu graniczy z kopułą Keprnika, od wschodu ze strefą morawsko-śląską. Na północy skały kopuły Desny ciągną się poza sudecki uskok brzeżny i stanowią wschodnią osłonę masywu granitoidowego Žulovej.
Warstwy vrbneńskie wchodzą w skład kopuły Desny i otaczają gnejsy Desny.
Warstwy vrbneńskie zbudowane są z kwarcytów, łupki kwarcytowe oraz łyszczykowe, którym towarzyszą lokalnie metazlepieńce, amfibolity, skały amfibolowo-kwarcowe, metadiabazy, skały wapniowo-krzemianowe, a także marmury. Miąższość utworów tej jdnostki szacuje się na ok. 3000 m. Datowanie paleontologiczne marmurów grupy Vrbna sugeruje, że większa część tej metawulkanicznej sukcesji sedymentowała od końca środkowego dewonu do połowy dewonu górnego. Również w kwarcytach tej serii odkryto trylobity, wskazujące podobny wiek.
Były one metamorfizowane regionalnie podczas wielofazowego mtamorfizmu waryscyjskiego. Metamorfizm ten miał charakter progresywny, a jego ntensywność (temperatura) wzrastała w jednostce Vrbna z południa na północ, wykazując charakterystyczną zonalność. Zespoły mineralne tych skał odpowiadają średniociśnieniowemu metamorfizmowi facji zieleńcowej, albitowo-eidotowo-amfibolitowej oraz amfibolitowej.